# Cvitović (Jajce, BiH)
Cvitović je naseljeno mjesto u općini Jajce, Federacija Bosne i Hercegovine, BiH.

## Stanovništvo

### 1991.
Nacionalni sastav stanovništva 1991. godine, bio je sljedeći:
ukupno: 310
- Hrvati - 159
- Muslimani - 151

### 2013.
Nacionalni sastav stanovništva 2013. godine, bio je sljedeći:
ukupno: 151
- Bošnjaci - 85
- Hrvati -  64
- ostali, neopredijeljeni i nepoznato - 2

## Vanjske poveznice
- glosk.com: Cvitović, satelitska snimka  Arhivirana inačica izvorne stranice od 16. veljače 2021. (Wayback Machine)